# Pozos de Valcaba

Los pozos de Valcaba son dos pequeños cuerpos de agua originados por las explotaciones mineras que tuvieron lugar a lo largo del siglo XX en el macizo de Peña Cabarga (Cantabria, España). Están situados junto a la localidad lierganesa de Tarriba, cerca de Pámanes.
Existe una ruta de 2 800 metros que los rodea, siguiendo el trazado del antiguo ferrocarril minero y que pasa por un antiguo puente de piedra.

## Los pozos
Pozos de Valcaba es el nombre que reciben conjuntamente las dos láminas de agua, utilizadas para lavar el mineral de hierro extraído en las explotaciones cercanas. El pozo meridional es el más grande y el más antiguo. Ya existía en la primera mitad del siglo XX y cuenta con una extensión aproximada de 2 hectáreas. Tan solo unos metros más al norte está el pequeño, de 0,9 ha. Se originó alrededor de los 60. Ambos poseen algunos restos de construcciones y estructuras mineras y disponen de accesos hasta la misma orilla. Se abandonaron cuando las minas de las proximidades cesaron sus trabajos de extracción en los años 1970, y recientemente han sido acondicionados.

## Fauna y flora
El tipo de bosque predominante que rodea los cuerpos de agua es el encinar cantábrico, que se junta con una zona situada en las cercanías ocupada por especies invasoras, como el plumero. También abunda la falsa acacia.
En 2016, la Fundación Naturaleza y Hombre limpió la zona y la habilitó para su visita, favorecido la nidificación del avión zapador y la cigüeña blanca mediante la instalación de casas para pájaros en los árboles.